# Alfonso Tort
Alfonso Tort Guida (Montevideo, 6 de septiembre de 1978) es un actor uruguayo de cine, teatro y televisión. Debutó en la película 25 watts (2001) y desde entonces ha actuado en numerosas producciones cinematográficas y televisivas tanto de Uruguay como de diferentes países hispanos.

## Biografía

### Primeros años y educación
Nació en Montevideo en 1978, como hijo de Hugo Tort y Beatriz Guida. Criado en los barrios de Punta Gorda y Pocitos, cursó sus estudios en la Escuela N.º17, el Colegio Latinoamericano y el Liceo Joaquín Suárez. En 2001 egresó de la Escuela Municipal de Arte Dramático del Uruguay (EMAD). Sin embargo, inició su carrera como actor de cine un año antes, al protagonizar la película 25 watts, de los directores Juan Pablo Rebella y Pablo Stoll. Por su trabajo recibió el premio a la Mejor Actuación Masculina en el Festival Internacional de Cine Independiente de Buenos Aires.

### Carrera
Tras actuar bajo la dirección de Pablo Stoll y Juan Pablo Rebella en 25 watts, Tort participó en la multipremiada película Whisky de 2004, y en Crónica de una fuga de 2006.En el primer semestre de 2007 formó parte del elenco principal de la serie de Canal 10, Piso 8, encarnando el papel de Maximiliano Caubarrere.
En el año 2009 actuó en la ópera prima de Álvaro Brechner, Mal día para pescar.Un año más tarde fue anunciado como parte del elenco de la segunda temporada de la serie de comedia de Canal 4, Charly en el aire, protagonizada por Álvaro Armand Ugón. En 2011 actuó en un episodio unitario de la serie Adicciones, producida por Contenidos TV para Teledoce.
En 2017 protagoniza la película “Las Olas” dirigida por Adrián Biniez. La película se estrena en el festival de cine de San Sebastián, compitiendo como mejor largometraje en la sección Horizontes Latinos. En los años 2015-2017 actúa en la serie ”El Hipnotizador” producida por HBO. En el 2016 coprotagoniza la serie uruguaya “Rotos y Descosidos” producida por Aceituna films. En el año 2014 actúa en la película “El 5 de Talleres” del director Adrián Biniez. En el 2013 protagoniza la película “Las gran carrera de quesos” dirigida por Danilo Galgano. 
En el año 2007 protagoniza la ópera prima Capital, todo el mundo va a Buenos Aires dirigida por Augusto González Polo. En el año 2006 actúa en la película Argentina Crónica de una fuga dirigida por Adrián Israel Caetano. 
En teatro trabajó con importantes directores, donde se destaca su participación en “Demonios” dirigida por Marianella Morena  donde es nominado a la mejor actuación masculina en los premios a la Excelencia Artística otorgados por el Canal 10 de Uruguay.  Con el dramaturgo y director Gabriel Calderón actúa en la obra “Ex, que revienten los actores” que fue estrenada en el festival internacional de Manizales y luego realizó funciones en París dentro del marco “Radical Calderon” organizado por el teatro de Yvry. Trabajó con el dramaturgo y director Santiago Sanguinetti en la obra “Sobre la teoría del Eterno Retorno aplicada al Caribe”.
En el año 2018 actúa en la obra “Bombardeo” de la directora Marianella Morena estrenada en el teatro Calderón de la ciudad de Valladolid- España. 
Para el 2019 es convocado por el Dramaturgo y Director Sergio Blanco para actuar en la obra “Cuando pases sobre mi tumba” para ser estrenada en el teatro Solís de Uruguay.

## Trayectoria

### Cine
| Año  | Título                                   | Personaje                    | Dirección                        |
| ---- | ---------------------------------------- | ---------------------------- | -------------------------------- |
| 2001 | 25 Watts                                 | Seba                         | Pablo Stoll - Juan Pablo Rebella |
| 2004 | Whisky                                   | Juan Carlos                  | Pablo Stoll - Juan Pablo Rebella |
| 2006 | Crónica de una fuga                      | Jorge                        | Israel Adrián Caetano            |
| 2007 | Capital, todo el mundo va a Buenos Aires | Sergio Astier                | Augusto González Polo            |
| 2014 | El 5 de Talleres                         | Negro Iono                   | Adrián Biniez                    |
| 2016 | Era el Cielo                             |                              | Marco Dutra                      |
| 2017 | Las Olas                                 | Alfonso                      | Adrián Biniez                    |
| 2018 | La noche de 12 años                      | Eleuterio Fernández Huidobro | Álvaro Brechner                  |
| 2019 | Fantasma vuelve al pueblo                | Demóstenes                   | Augusto González                 |
| 2020 | Las intemperies                          | Lorenzo y Diego Ramos        |                                  |
| 2022 | Legítima defensa                         | Eduardo Pastore              | Andrea Braga                     |
| 2023 | Temas propios                            | Yáñez                        | Guillermo Rocamora               |
| 2023 | No me rompan                             | Ramiro                       | Azul Lombardía                   |

### Teatro
| Año  | Título                                                           | Rol                               | Dirección                       |
| ---- | ---------------------------------------------------------------- | --------------------------------- | ------------------------------- |
| 2022 | El cuerpo más bonito que se habrá encontrado nunca en este lugar | Actor. Unipersonal                | Fernando Parodi                 |
| 2014 | Demonios                                                         | Actor                             | Marianella Morena               |
| 2012 | Ex- que revienten los actores                                    | Actor                             | Gabriel Calderón (dramaturgo)   |
| 2011 | Niebla                                                           | Actor                             | Gabriela Banfi                  |
| 2010 | El pecado que no se puede nombrar                                | Actor                             | Álvaro CorreaVirginia Marchetti |
| 2009 | El borde silencioso de las cosas                                 | Asistente de escenografía         |                                 |
| 2007 | Berenice                                                         | Actor y Asistente de escenografía | Silvio Lang                     |
| 2004 | Bulimia                                                          | Actor                             | Leo Maslíah                     |
|      | Pozo ciego                                                       | Actor                             |                                 |

### Televisión
| Programas | Programas            | Programas              | Programas   |
| Año       | Título               | Personaje              | Canal       |
| --------- | -------------------- | ---------------------- | ----------- |
| 2004      | Uruguayos campeones  |                        | Canal 4     |
| 2007      | Piso 8               | Maximiliano Caubarrere | Canal 10    |
| 2016      | Rotos y descosidos   | Pedro                  | TV Ciudad   |
| 2017      | El hipnotizador      | Gómez                  | HBO         |
| 2018      | Todos detrás de Momo | Willy Dangelus         | TV Ciudad   |
| 2021-2023 | El reino             | Oscar                  | Netflix     |
| 2023      | Barrabrava           | Martínez Sotelo        | Prime Video |
| 2024      | Terapia alternativa  | Amadeo                 | Star+       |
| 2025      | Objetivo AMIA        | Bruno Galiatri         | Reshet 13   |

## Premios y reconocimientos
- Mejor Actuación Masculina en el III Festival Internacional de Cine Independiente de Buenos Aires (BAFICI) (2002)